# Troy Dalbey
Troy Lane Dalbey  (ur. 19 września 1968) – amerykański pływak. Dwukrotny złoty medalista olimpijski z Seulu.
Specjalizował się w stylu dowolnym. Zawody w 1988 były jego jedynymi igrzyskami olimpijskimi. Był członkiem dwóch zwycięskich kraulowych sztafet amerykańskich, indywidualnie był siódmy na 200 metrów tym stylem. W sztafecie był srebrnym medalistą mistrzostw świata w 1991, zwyciężał również w mistrzostwach Pacyfiku.